# Trzeci rząd Izraela
Trzeci rząd Izraela – rząd Izraela, sformowany 8 października 1951, którego premierem został Dawid Ben Gurion z Mapai. Rząd został powołany przez koalicję mającą większość w Knesecie II kadencji, po wyborach w 1951 roku. Funkcjonował do 24 grudnia 1952, kiedy to powstał kolejny rząd również pod przywództwem Dawida Ben Guriona.